# 総務部総務課山口六平太
『総務部総務課山口六平太』（そうむぶそうむかやまぐちろっぺいた）は、林律雄の原作、高井研一郎の作画による漫画。小学館の雑誌『ビッグコミック』に連載され、第20回文化庁メディア芸術祭マンガ部門優秀賞を受賞した。単行本の累計発行部数は1600万部を突破している。サラリーマンの応援歌という副題もつけられた。

## 概要
『ビッグコミック』1985年9月23日増刊号から連載を開始し、2016年22号まで休載なしに連載を続けた。架空の自動車会社・大日自動車の企業の総務部総務課を舞台に“スーパー総務マン”山口六平太の問題解決能力、調停能力を主題とした物語。また、「松山立志編」、「青葉寮風雲編」、「夢の車プロジェクト」のように特別な設定による一まとまりの物語も挿入されている。一話完結のスタイルとなっており、一話ごとに話を代表する副題が付けられている。
番外編（スピンオフ作品）として『ビッグコミック増刊号』で連載の『総務部総務課有馬係長』（そうむぶそうむかありまかかりちょう）、2006年までに一度だけ『総務部総務課今西課長』（そうむぶそうむかいまにしかちょう）がある（内容は有馬や今西課長が主役で六平太は出てこないことが多い、『六平太』と同じ日常のお話）。

### 作画者の急死とその後
2016年11月14日に作画の高井研一郎が死去したことに伴い、11月10日発売の『ビッグコミック』2016年22号に掲載された第731話「ヒゲ談義」を最後として連載を打ち切ることが即日公表され、次号（23号、11月25日発売）では高井の追悼文が掲載された。24号では追悼特集が組まれ、原作者の林律雄や、高井とともに赤塚不二夫のアシスタント仲間であった北見けんいちと古谷三敏の他、さいとう・たかを、ちばてつや、森田拳次、小山ゆうら漫画家たちや映画監督の山田洋次から追悼文が寄せられた。また同号から2017年2号まで、高井・林の自選傑作集に収録された作品から3話が再掲載された。絶筆となった第731話（「六平太よ永遠に」と改題）および追悼文（雑誌掲載分以外に追加あり）を収録した最終巻の単行本第81巻は2017年1月30日に発売された。
その後、『ビッグコミック』2018年4号で「創刊50周年特別企画」の一つとして、林律雄の原作、田中圭一の作画（高井の絵柄そっくりに作画している）、高井ぷろだくしょんの協力による1話限定の特別編「春の到来」が掲載された。

## あらすじ
架空の自動車会社・大日自動車株式会社の総務部総務課に持ち込まれる様々な問題を、29歳・独身の山口六平太とその同僚たちが解決する物語である。連載の最後まで、一話完結が基本形であったが、複数話にわたるエピソードもある（単行本第28巻は、六平太が仙台支社へと転勤となり、そこの独身寮「青葉寮」で起こる出来事のみで構成されている）。なお、作品に年代の経過や新たな登場人物、登場人物の作中の結婚とその後の子供の誕生や成長などはあるが、登場人物の年齢はそれらのエピソードが描かれて年齢が語られない限りは、ほぼ進まない。
総務は会社の女房役のため、持ち込まれるトラブルも千差万別。ライバル社員同士のいがみあい、衝突、福利厚生問題、時には社長夫妻の喧嘩の仲裁もする。連載10年目あたりからスローフード問題、成果主義導入問題なども取り上げられた。

## 登場人物

### 総務課
全員のフルネームは単行本第22巻の中での金田総務部長の手帳や連載500回の口上で判明。
山口 六平太（やまぐち ろっぺいた）
大日自動車総務部総務課勤務。29歳（「ドックデビュー」より）。国立長州大学卒業。
住居は蔵の中を改装した所に住んでいて、出入口にカエルの置物がある。
別名「スーパー総務マン」。常に笑みを浮かべ飄々とした風貌とそばかす顔から「ジャガイモ」、または名前から「六さん」・「六ちゃん」と呼ばれることもある。彼にかかって解決しなかったトラブルはほぼ皆無だが、それをひけらかすことも偉ぶることもしない。
山口県山口市出身。6番目の子故に六平太と名づけられた。兄弟として3人の兄（一平、大二郎、小五郎）と2人の姉（三喜、四詩子）がいる。父親は長州女子大の学長まで務めた教育者。社長秘書の吉沢小夜子と知らぬ間に恋仲で現在婚約中（第34巻「決断のとき」にて婚約のやりとりが描かれている）。
火が付いたタバコをくわえたまま舌で掴んで口の中に入れて人を煙にまくという「タバコくるっ」という特技を持つ（高校生の頃からタバコを吸っており、ある日担任の教師に見つかり慌ててタバコを口の中に隠したのが始まり）。
雪が積もった日等はゴム長靴で社内を闊歩する事も（有馬からは「ゴム長の良く似合うやつ」と言われている）。
第23巻で松山支社、第28巻では仙台支社に転勤となったが、そこでも持ち前の「スーパー総務」ぶりを発揮し、鬱屈していた支社の雰囲気を改革することに成功する（実は田川社長の思惑だった）。他では社内のネット導入の為に「IT推進室」に、リーダー補佐役として出向。唯一、お誕生日席での就業シーンだった。
入社面接の折、待ち時間において居眠りをしており人事課長をはじめ役員から眉を顰められたが、その面接での出来事を解決させたことから上層部の目に止まるようになる。その後、上記にある「タバコくるっ」という特技が田川社長の目に止まり、更には社内のトラブルを解決させていくことから目をかけられるようになり「アイツめ」と評価されお気に入り社員となる。六平太の自宅にも遊びに来るようになり、いずれは「六平太を社長に」という望みを抱かれている。大日自動車の大株主金森老からも目をかけられている。
一度、田川社長から昇進の打診があったが「平（社員）で学ぶことがまだ、たくさんある」と固辞している。
何度か引抜きの話があり、政治家の後継や他社から将来社長就任含みでの幹部候補生として招聘話があったがすべて断っている。理由は「大日自動車が好きだから」。
今西欣治（いまにし きんじ）
大日自動車総務部総務課長。1956年生まれ（「追い込み過ぎずに!」より）。勤続25年（「25年目の今西」より）。
いつも平凡な人と評され、学生時代のあだ名は「じみへん」（地味でちょっと変わっているキャラクターと、ジミ・ヘンドリクスをかけている）。「おっとり」した「お父さん」的存在。「あー困ったなぁ」「まいったなぁ」が口癖で、六平太に頼る事が多いが、その一方で六平太が今西から総務の仕事の心構えを教えてもらったと語るなど、仕事の能力自体はある。「ほどほど」「無難に」が信条。
総務課長であるが故、やっかいな仕事を持ち込まれることが多く、有馬からは「課長お得意のババ引き」と言われている。
すでに出世を諦め、植木屋として定年後に人生の第二幕を歩むことを夢見ている（ただし、噂で部長昇進の話が出回った時は、それなりに色気を出していた）。
通勤時間1時間55分（有馬は、よく2時間と言うが、必ず今西自ら訂正する）の郊外に住み、家族は妻と一人息子の3人。実はイビキがすごくうるさい為、社員旅行では同室になりたがらない人が多い（大抵は六平太が一緒になる）。
番外編シリーズ『総務部総務課今西課長』で主役を務めたことがある。
村木結婚の際に仲人を務めた。
有馬貴臣（ありま たかおみ）
大日自動車総務部総務課係長。四捨五入すれば40歳になる30代（番外編では1997年の時点で37歳との表現あり）。有名私立K大学卒業。自分のことを「小生」・部下のことを時折「おみしゃん」と呼ぶ。
自分のことを「総務課のエリート」と思っているが、他の課員（村木、真弓、京子）からは「疫病神」と思われている。自己中心的で自尊心の塊。常に他人を見下して偉そうな事を言うが、上にはてんで弱く、上が絡んでいると自分のそれまでの意見を覆して、ゴマを擦ったり、すぐ安請け合いしたりする。その一方で仕事で手に負えなくなると放り投げたり、「小生は知らんけんシュタイン」といって丸投げするという無責任男で、面倒な事はすぐ六平太に押しつける。また、部下の村木・真弓・京子を西遊記に出てくる「ブタ・カッパ・サル」と評す。
各入社年代で「同期会」が組まれているが、有馬の同期会は解散されている。その理由は我儘を言う有馬が他の同期から嫌われており「同期会の席を同じくして、嫌な気分を味わいたくない為」で、表向きの理由は「発展的解消」。但し、ほかの同期たちは別口で集まって会を開いており、有馬はそれを知らない。
上記のような理由から他の部署でも嫌われ、他の課に転属が決まりかけた際、転属先からの猛反対を受け転属が取りやめになった事があるが、本人はその理由を知らない。
しかし、風邪をひいた村木を見舞ったり、家族想いだったりと、いいところもある。
嫌味と無責任とお調子という周囲にはた迷惑な性格ながら、自分のドジで四苦八苦したり、間抜けな面や人の好い面もかなり多い。
悪運だけは強く、会社の保養施設の抽選などではほぼ当選している。
時々、相手をドキッとさせたり、怒らせたりするとんでもないことを言っては「やだなぁ、本気にしちゃって」「いつもの軽い冗談だよ、冗談」が口癖。
物語が始まる前は経理課にいて「ドンブリ勘定の有馬」として有名だった。ある日取引先である下請け企業への融資額を一桁間違えて記載して契約してしまうミスを起こすが、それがとんでもない特許契約（融資額の何倍もする価値）であることが分かり、結果として係長に昇進し総務課配属となった。
家族は妻・光子と双子の息子2人（太郎と二郎）の4人。光子とは社内恋愛で（宮本桃子と同僚だった）、社員旅行へ行った際、光子が帽子を川へ落としてしまい、困っていた所に、有馬が躊躇せずに川へ入り、帽子を拾った事がきっかけとなっている。
父親は有馬神社の神主。両親と妹・伊佐子は実家を継がせようと企んでおり、たびたび騒動を起こす。
番外編シリーズ『総務部総務課有馬係長』では主役を務めている。
村木賢吉（むらき けんきち）
大日自動車総務部総務課勤務。
初期の頃は、名前が「豊（ゆたか）」、「村木憲吉」と表記された事も。
丸顔で太っている為、有馬から「ブタ」「猪八戒」呼ばわりされ、有馬のストレス解消のために特に意味が無くとも丸めた新聞紙（初期の頃は定規やチョップ）で「スカポンターン」（初期の頃は「このアンポンタン」）や、「スカタン」などと頭を叩かれて、時にはハリセンで叩かれているが、なんだかんだいいながらも有馬と一緒に行動していることが多い。
「?す」「?すか?」といった喋り方をする（もともと山形の方言でもあるが、有馬から「村木の喋り方とかけて、村木の頭の中と解く」「ココロは?」「スカスカ!」と言われたことも）。
大酒飲みでよく酒乱になる。今までの飲んだ量を金額に換算するとポルシェが買えるとのこと。
昔はジュリア・ロバーツ、ブルック・シールズ、牧瀬里穂、西田ひかる、鈴木蘭々との結婚を夢見（と、言うより妄想）、有馬からは「一生結婚に縁がない」と馬鹿にされまくっていた。
六平太の影響も強く受け、六平太がかつて手がけたダイニチの社員手帳のフレーズを村木が改良するなど、仕事にも光るものが出始める。
小山 真弓（こやま まゆみ）
大日自動車総務部総務課勤務。25歳（第34巻「中堅の憂鬱」より）。
有馬から「サル」、「孫悟空」呼ばわりされるが、連載中期は京子に代わり、「カッパ」、「沙悟浄」呼ばわりされていた。同僚の京子と一緒に反有馬連合を組んでいる。京子と共に有馬にからかわれては、なにかとやりあうのが日常茶飯事。
三井 京子（みつい きょうこ）
大日自動車総務部総務課勤務。25歳（第34巻「中堅の憂鬱」より）。
有馬から「カッパ」呼ばわりされるが、連載中期は真弓に代わり、「沙悟浄」「サル」、「孫悟空」呼ばわりされていた。同僚の真弓と一緒に反有馬連合を組んでいる。有馬に怒る真弓を抑える事もあるが、共に有馬とやりあう事が多い。
宮本 桃子（みやもと ももこ）
大日自動車経理部経理課より総務部総務課へ転属となった「スーパーOL」（第4巻「総務課波高し」より）。年齢は30代後半。
有能だが怒らせると怖く、課内では有馬の抑え役となっている。別名「恐怖の桃ちゃん」で、社内の相手が誰であろうと物怖じすることがなく、正論を語ることが多い。有馬からの通称は「宮本女史」だが、（本人のいない前で）「姥桜」呼ばわりされることも。
どんなに仕事が立て込んでいようともほぼ定時の17時キッカリには片付けて帰り、カルチャースクールに通う。いつの日か文学賞を取り印税生活をするのが夢。読書好きだけあって知識も豊富で、常に物事の本質を見ようとし、人を見る目も確かである。六平太の良き理解者でもある。
初登場から暫く、仕事中は髪を縛い、プライベートでは髪をほどくことが多く（間も無く四六時中縛ったままと成った）、金森老人も目を留めるほど印象が変わる。
ある日突然ネイチャーフォトグラファー・源田光と結婚。誰にも何も言わずにそっと婚姻届を出した為、総務課がショックで機能不全に陥ったことがある（第33巻「極秘結婚」より）。
第465話で有馬の妻・光子と同期であった事が明らかになる。

### 総務部長
総務課とは別室にいる。
金田 一太郎（かねだ いちたろう）
大日自動車総務部長。木更津部長の後を受けて、物語が始まってから2代目の総務部長である（第22巻より登場）。最初は六平太を敵視していたが、後に一目置くようになる。指導は厳しく、後述する営業部の緒方部長とともに「武闘派」と呼ばれて恐れられている。
一度だけ総務課メンバーに「金田一」と名前を間違えられた。

### 営業一課
片岡 孝夫（かたおか たかお）
大日自動車営業部営業一課係長。自身の縁故入社に引け目を感じていたために同期で一般入社だった六平太に劣等感を持ち、敵視していたが、ある事件がきっかけで友情が生まれ、大の親友となる。言葉遣いはメチャクチャで荒くれ者ではあるが、情に厚く人の恩を忘れない義理堅さを持っている。自称「ハードボイルド」。自動2輪の免許を持ち、外回りなどで忙しい時にはこれを使用している。社長秘書だった伊達宗子が痴漢に遭った時、犯人をボコボコにしたのが縁で交際がスタート。後に結婚し、一人娘・舞を得る。第50巻にて係長に昇進。「ずっとヒラでいい」と公言していて出世欲がなく、当初は六平太に先駆けて昇進することを渋っていたが、その後社長が六平太に相談を持ちかけたところをみて「社長に頼りにされるヤツが昇進しないわけがない」と悟り承諾する。部下である久米の結婚式では若いながらも仲人を務めた。チャキチャキの江戸っ子であり、子供の頃は父親によくぶたれたとのこと。
久米 広明（くめ ひろあき）
片岡の部下。自分の入社式にベンツで乗りつけ、社長の車に「邪魔なんだからどけてくれ」と言って周りを唖然とさせた。母親の発言力が強いことでマザコン気味になっていたが、片岡の下に入ったことで徐々に変化。両親に物怖じすることなく自分の意見を言えるようになった。第27巻にて取引先の受付嬢だった小宮悦子と結婚、仲人は先輩である片岡が務めた。片岡を選んだ理由は「人間として一生付き合っていきたい人」だから。初登場時はオカマのような顔をしていたが、その次の話からは大分抑えられた顔になる。
緒方 賢太（おがた けんた）
片岡の上司。営業一課長から営業部次長へと昇進し現在は営業部長。一度他部署の部長への昇進を拒否した事がある。課長時代から片岡とぶつかり合うことも多いが、良いコンビ。片岡の結婚式の際の仲人も務めた。田川社長曰く「将来は大日自動車を支える大事な人材」。

### 営業三課
蒲田 敏夫（かまた としお）
「蒲田俊朗」と表記されたこともある。
後述する荒瀬とともに、大日自動車営業部営業三課勤務の冗談コンビを組む。大家族の大黒柱的存在で、ゆえに転勤を恐れており、定期人事の時期になるといつも六平太に情報をリークしてもらおうと絡む（人事異動の情報を人事部が部署外に漏らすことはないが、異動に伴う備品等の準備から、総務課には例外的に情報が伝わる）。実際に六平太が情報を漏らしたことはないが、近年は「六ちゃんに絡むと異動にならない」というジンクスを担いでいるらしい。また、5人乗り乗用車では家族の移動に足りないことから、かつて大日がリッターカーしか造っていなかった頃は、自社のニューモデルが出るたびに本社エントランスホールの展示車を見てため息をついていた。しかし後に「サザン」をきっかけに大日の車種も拡充した為、こちらの憂いは晴れたようである。初登場時は平社員だったが、後に係長に昇進する。第65巻にて本社サービスセンターへの異動と課長への昇進を果たす。
荒瀬 恒介（あらせ つねすけ）
無精ヒゲとボサボサの髪がトレードマークの、営業三課の問題児。かつては不祥事で総務に呼び出されても体育会系的な傲慢な態度で、しかも片岡のように潔く責任を取るという気配もなく、有馬の機嫌を悪くさせていた。しかし大日の大株主である金森老人が運転するロールス・ロイスと接触事故を起こした際、六平太に助けられたことから多少神妙になる。それでも、部屋を散らかしすぎてアパートの大家から追い出されそうになったり、大日社屋の屋上で全裸で寝転がり抗議電話がかかってきたりと、度々問題を起こしては六平太の手を焼かせている。

### 秘書課
吉沢 小夜子（よしざわ さよこ）
大日自動車社長室秘書課勤務。大日自動車のマドンナと言われている。本人たちも何がキッカケかは覚えていないがいつの間にやら六平太と交際し、婚約する。合気道の有段者でもある。父親は世界的に有名な画家。
片岡 宗子（かたおか むねこ）
元大日自動車社長室秘書課勤務。片岡孝夫の妻。旧姓は伊達（だて）。父は仙台伊達病院の院長。大きな眼鏡をかけているため、有馬貴臣からは「トンボメガネ」と呼ばれたこともある。入社時はキツイ性格で気を張っており、何かしらあると男性社員より前に出ようと行動していた。入社時の社内見学で社長室の椅子に座り「女性社長も夢じゃない」と豪語したことがある。身体を鍛える為スポーツジムにも通っていた。しかし、六平太とのやりとりを通じて徐々に性格が円くなり、落ち着いた社会人になっていった。痴漢事件をきっかけに片岡と交際をはじめ、後に結婚。結婚後も仕事を続けるつもりであったが、妊娠をきっかけに退職。
五十嵐 麻美（いがらし まみ）
伊達宗子の結婚退職に伴い、資料室より異動。外国で育ち、英語とフランス語が堪能だが、外国語での生活が長かったためか日本の諺に疎かったり、発音が曖昧で、「シリョウシツ」が「シニョウシツ」に聞こえていた。ハイスクールのときにベビーシッターのアルバイトもやっていた。動作がゆっくりで一見するととろそうに見えるため、有馬に、「トロ麻美」と呼ばれていた。第29巻で、理想のクルマを作るプロジェクトとして「大夢自動車工場」が立ち上がり、メンバーの一人として引き抜かれる。同じく宣伝部からプロジェクトメンバーとなった「ロシナンテ」開発リーダーの椎名とは恋仲である。

### 取締役
田川 耕筰（たがわ こうさく）
大日自動車代表取締役社長。創業社長・兵頭大三郎の意思を継ぎ「世界に誇れるクルマを作る」事を目標としている。あだ名は「ブルドッグ」。同じ自動車会社であるトミタやニッタンの社長とはライバルではあるが、よくお互いの会社を訪問したり一緒にゴルフを行うなど友人関係でもある。
第1話でトイレットペーパーを持って視界と両手が塞がっている六平太にエレベーターのボタンを押させられ（その時点では六平太は相手が社長と気づいてなかった）、腹いせにエレベーター内でタバコを吹かしていることを注意したが、六平太が口の中にタバコを閉じ込めてしまった事に驚愕する。その直後に六平太の機転を利かした行動を見てから、家庭の問題、娘の問題なども六平太に相談するようになる。役員会にもオブザーバーとして六平太を出席させるため、六平太のことをよく知らない他の役員から「なんでアイツがいるんだ?」と不思議がられている。大株主の金森老人と共に、六平太が大日自動車の社長になることを夢見ている。
家族は妻・律子と娘・小百合。また、兄・伝兵衛（田川家の跡継ぎが代々受け継いでいる名）、母・イネがいる。
高木（たかぎ）
大日自動車常務取締役（人事担当）。いつも笑顔を絶やさない温厚な人物。人事課長時代に六平太の採用試験を担当し、面接待ちの最中に熟睡する六平太に衝撃を受ける。その後人事部長を経て、常務取締役になる。高木の後任である金井は逆に厳しい人間で、「ホトケの高木、オニの金井」と言われている。しかし、高木が後継者にしただけあって根底の認識では共通するものがある様子。
森田 義一（もりた よしかず）
大日自動車常務取締役（技術担当）。常に冷静で論理的な思考回路を持っており、技術陣からの信頼も厚い。土いじり同好会の代表でもある。
北野 武志（きたの たけし）
大日自動車常務取締役（営業担当）。極端な暑がりで、いつも扇子をパタパタさせながらフロアを歩いている。営業畑であるため、技術畑の森田常務とは意見が合わず会議等でしばしば言い合いになる。神戸に姪が二人おり、下の方の北野さつきは六平太に惚れている。
明石（あかし）
大日自動車常務取締役（宣伝担当）。出っ歯で関西弁という外見。縁故入社員。
横山（よこやま）
大日自動車取締役工場長、のち工場長は勇退し相談役。創業社長・兵頭大三郎の薫陶を得た一人で、田川と共に「世界に誇れるクルマを作る」という夢を追っている。ある時、理想のクルマを作るプロジェクトが若手社員の間に生まれ、担当役員として彼らを監督。「大夢自動車工場」を興して第1作「ロシナンテ」を開発、その年の「カー・オブ・ザ・イヤー」を受賞する。「大夢自動車工場」が会社に買い取られ第5事業所となった後は、再び相談役になっている。

### その他
金森 彦衛門（かねもり ひこえもん）
大日自動車大株主。様々な企業への出資を行う大資産家。80歳を過ぎており、色欲が抜けない精力の権化。エネルギッシュで行動力だけは六平太をしのぐ。大酒呑みで田川社長から「化け物」と呼ばれた事がある。暇さえあれば六平太に「何か面白いことはないか」と電話をかけ、怒られている。六平太と知り合う以前は「ロールス・ロイス」をまるでスポーツカーのように乗り回していた（その為、接触事故でロールス・ロイスはボコボコだった）が、六平太と知り合った時の経緯からハンドルを手放し、以降は息子の浩介（こうすけ）に運転させている。かつての夢だった大学合格を目指して勉強し不合格となるが、論文の独創性と人生経験が認められ、大学の講師を務めている。後に六平太の父親が学長を務めた長州女子大の理事長に「週に一コマでもいいから講義をやらせてほしい」という条件で就任する。田川と共に六平太が大日自動車の社長となるのを夢見ている。自分が亡くなった時は六平太に愛車を形見として渡す約束をしている。妻は既に他界している。
ソーム
ある日大日自動車に住みついた野良猫。何度離しても必ず戻ってくる為、総務課のマスコット「Mr.ソーム」となる。猫を経費で飼うことに抵抗はあったが、人間関係の潤滑油になるということで特例的に認められた。ワープロを叩く特技があり、CMにも起用された。社内にはびこるネズミの大群と戦ったこともあった。避妊手術をしていない為、近所の猫との間に子どもを作り、子猫をどうするかで問題になった事も。
寿命の為、死去。死去前、ソームお気に入りの所・人物を「最期の挨拶」と言わんばかりの社内を巡回し、屋上のソームお気に入りの場所で永眠していた。ソームの供養の仕方について社内でもめたが、六平太の案により遺灰は屋上の庭園にまかれた。
兵頭 カメ
創業社長・兵頭大三郎の未亡人。作中に出てくる唯一の創業家。大日自動車への影響力はかなりのもので、兵頭大三郎・通称「大将」の法要に欠かせない人物といわれていた。ただ、いつまでも創業家として関与するのはいかがなものかとして、その法要に欠席の意思を見せていたが、田川社長から説得を命ぜられた六平太がカメの下に訪れたのが初出。その時の挨拶が「いいお庭ですね」。その後、六平太を気に入りカメの住まいの離れにしている「蔵」を貸している。
大日自動車の元祖「スーパー総務マン」。本人曰く、「ただ、旦那の手伝いをしていただけ」との事。しかしながら、創業間もなかったとはいえ、経理・総務・労務・営業事務など一手に引き受けていた様子が描かれている。
おバアさん
作者のお遊びとして、時々コマの端や窓の外、人ごみの中などにそれとなく描かれている人物。さまざまな姿で登場する（スーパーマンのようにマントをつけて空を飛んでいる事も）。
熊沢 虎男
市長選に立候補した政治家。

### 有馬家
有馬 光子
有馬係長の妻。　旧姓白石。
有馬 太郎・二郎
双子の息子。ペンネーム「キリシマジョー」「三日月三四郎」。第2巻に初登場。有馬をそのまま小さくしたような容姿で、初めて見た六平太はびっくりしていた。
有馬 留次郎
有馬係長の叔父、11巻の番外編に初登場。選挙に出馬し、落選した(第16巻)。後に幽霊の格好になった(第22巻より)。

### 村木家
村木 奈美
村木の妻。　旧姓中村。今西の紹介で村木と出会い、そのまま結婚してしまった為、周囲を驚愕させた。その後、長男・賢太をもうけ、不倫をしてしまった時の連れ子・美由紀と家族4人で生活。薬剤師の資格を持っている。
村木 勝子
村木の母。　村木の実家は、山形県福袋市にあり、有馬に必ず豚袋市といわれる。その上、精肉店を経営しているため、有馬に「ピッタシカンカン」と言われたことがある。
村木 琢郎
村木の父　村木の実家は、山形県福袋市にあり、有馬に必ず豚袋市といわれる。その上、精肉店を経営しているため、有馬に「ピッタシカンカン」と言われたことがある。
村木 園子・良夫
村木の家族。良夫は山形大学に入学し、園子も高校に入学していた。

### 松山支社
桑野
松山支社の支社長。23巻「松山立志編」に登場。
田代
松山支社の副支社長。23巻「松山立志編」に登場。

## 書誌情報
- 林律雄（原作） / 高井研一郎（作画） 『総務部総務課山口六平太』 小学館〈ビッグコミックス〉、全81巻
  1. 1987年1月30日発売[9]、ISBN 4-09-181281-3
  2. 1987年3月30日発売[10]、ISBN 4-09-181282-1
  3. 1987年12月17日発売[11]、ISBN 4-09-181283-X
  4. 1988年5月30日発売[12]、ISBN 4-09-181284-8
  5. 1988年9月30日発売[13]、ISBN 4-09-181285-6
  6. 1989年1月30日発売[14]、ISBN 4-09-181286-4
  7. 1989年5月30日発売[15]、ISBN 4-09-181287-2
  8. 1989年9月30日発売[16]、ISBN 4-09-181288-0
  9. 1990年2月28日発売[17]、ISBN 4-09-181289-9
  10. 1990年7月30日発売[18]、ISBN 4-09-181290-2
  11. 1990年12月19日発売[19]、ISBN 4-09-182421-8
  12. 1991年5月30日発売[20]、ISBN 4-09-182422-6
  13. 1991年10月30日発売[21]、ISBN 4-09-182423-4
  14. 1992年2月29日発売[22]、ISBN 4-09-182424-2
  15. 1992年6月30日発売[23]、ISBN 4-09-182425-0
  16. 1992年12月19日発売[24]、ISBN 4-09-182426-9
  17. 1993年6月30日発売[25]、ISBN 4-09-182427-7
  18. 1993年12月20日発売[26]、ISBN 4-09-182428-5
  19. 1994年6月30日発売[27]、ISBN 4-09-182429-3
  20. 1995年2月28日発売[28]、ISBN 4-09-182430-7
  21. 1995年7月29日発売[29]、ISBN 4-09-183671-2
  22. 1996年1月30日発売[30]、ISBN 4-09-183672-0
  23. 1996年8月30日発売[31]、ISBN 4-09-183673-9
  24. 1997年1月30日発売[32]、ISBN 4-09-183674-7
  25. 1997年5月30日発売[33]、ISBN 4-09-183675-5
  26. 1997年9月30日発売[34]、ISBN 4-09-183676-3
  27. 1998年4月30日発売[35]、ISBN 4-09-183677-1
  28. 1998年9月30日発売[36]、ISBN 4-09-183678-X
  29. 1999年1月30日発売[37]、ISBN 4-09-183679-8
  30. 1999年5月29日発売[38]、ISBN 4-09-183680-1
  31. 1999年9月30日発売[39]、ISBN 4-09-185431-1
  32. 1999年12月18日発売[40]、ISBN 4-09-185432-X
  33. 2000年3月30日発売[41]、ISBN 4-09-185433-8
  34. 2000年8月30日発売[42]、ISBN 4-09-185434-6
  35. 2001年3月30日発売[43]、ISBN 4-09-185435-4
  36. 2001年7月30日発売[44]、ISBN 4-09-185436-2
  37. 2001年10月30日発売[45]、ISBN 4-09-185437-0
  38. 2001年12月25日発売[46]、ISBN 4-09-185438-9
  39. 2002年4月26日発売[47]、ISBN 4-09-185439-7
  40. 2002年7月30日発売[48]、ISBN 4-09-185440-0
  41. 2002年10月30日発売[49]、ISBN 4-09-186581-X
  42. 2003年1月30日発売[50]、ISBN 4-09-186582-8
  43. 2003年6月30日発売[51]、ISBN 4-09-186583-6
  44. 2004年1月30日発売[52]、ISBN 4-09-186584-4
  45. 2004年8月30日発売[53]、ISBN 4-09-186585-2
  46. 2004年8月29日発売[54]、ISBN 4-09-186586-0
  47. 2005年1月28日発売[55]、ISBN 4-09-186587-9
  48. 2005年5月30日発売[56]、ISBN 4-09-186588-7
  49. 2005年7月29日発売[57]、ISBN 4-09-186589-5
  50. 2005年10月28日発売[58]、ISBN 4-09-186590-9
  51. 2006年2月28日発売[59]、ISBN 4-09-180179-X
  52. 2006年6月30日発売[60]、ISBN 4-09-180486-1
  53. 2006年10月30日発売[61]、ISBN 4-09-180795-X
  54. 2007年3月30日発売[62]、ISBN 978-4-09-181175-2
  55. 2007年6月29日発売[63]、ISBN 978-4-09-181257-5
  56. 2007年1月30日発売[64]、ISBN 978-4-09-181517-0
  57. 2008年3月28日発売[65]、ISBN 978-4-09-181763-1
  58. 2008年7月30日発売[66]、ISBN 978-4-09-182125-6
  59. 2008年12月26日発売[67]、ISBN 978-4-09-182275-8
  60. 2009年6月30日発売[68]、ISBN 978-4-09-182520-9
  61. 2009年11月30日発売[69]、ISBN 978-4-09-182769-2
  62. 2010年3月30日発売[70]、ISBN 978-4-09-183093-7
  63. 2010年7月30日発売[71]、ISBN 978-4-09-183359-4
  64. 2010年12月25日発売[72]、ISBN 978-4-09-183540-6
  65. 2011年4月28日発売[73]、ISBN 978-4-09-183816-2
  66. 2011年9月30日発売[74]、ISBN 978-4-09-184083-7
  67. 2012年3月30日発売[75]、ISBN 978-4-09-184324-1
  68. 2012年7月30日発売[76]、ISBN 978-4-09-184629-7
  69. 2012年11月30日発売[77]、ISBN 978-4-09-184782-9
  70. 2013年3月29日発売[78]、ISBN 978-4-09-185047-8
  71. 2013年7月30日発売[79]、ISBN 978-4-09-185379-0
  72. 2013年11月29日発売[80]、ISBN 978-4-09-185670-8
  73. 2014年3月28日発売[81]、ISBN 978-4-09-186059-0
  74. 2014年7月30日発売[82]、ISBN 978-4-09-186347-8
  75. 2014年11月28日発売[83]、ISBN 978-4-09-186656-1
  76. 2015年3月30日発売[84]、ISBN 978-4-09-186819-0
  77. 2015年9月30日発売[85]、ISBN 978-4-09-187238-8
  78. 2016年2月29日発売[86]、ISBN 978-4-09-187488-7
  79. 2016年6月30日発売[87]、ISBN 978-4-09-187663-8
  80. 2016年11月30日発売[88]、ISBN 978-4-09-189247-8
  81. 2017年1月30日発売[89]、ISBN 978-4-09-189450-2

## テレビドラマ
テレビドラマ『総務部総務課山口六平太』は、1988年7月25日から8月12日まで全15回、NHK総合テレビジョンにて「銀河テレビ小説」で放送された。
放送当時は漫画の連載開始からまだ2年しか経っていないこともあり、後年の朴訥とした六平太のキャラクターがまだ確立しておらず、ドラマでは六平太は「明るくそそっかしい中堅平社員」として演じられている。真弓と京子の姓がそれぞれ「小山」「三井」となったのは、このドラマで採用されてからである。また、有馬の息子の名前が双子の「太郎」「二郎」ではなく「忠」「勇」となっており、有馬の妻・光子は桃子と同期入社という設定になっている。宮本は有馬と同年齢で高卒のため先に入社した先輩という設定である。さらに、漫画では江戸っ子である片岡がドラマでは終始関西弁で喋っており、原作との違いが大きく出ている。
桃子の顔に眼鏡が付けており、原作では付けていない。
このテレビドラマのキャストで、北野常務が「加藤常務」と記載されているが、劇中ではあくまで北野常務である。

### キャスト（テレビドラマ）
- 山口六平太 - 堤大二郎
- 有馬貴臣 - 高田純次[90]
- 今西欣治 - 早崎文司
- 村木賢吉 - 林家こぶ平（現・9代目林家正蔵）
- 小山真弓 - 久本雅美
- 三井京子 - 秋田久美子
- 片岡孝夫 - 渋谷天笑
- 吉沢小夜子 - 星洋子
- 木更津部長 - 富田浩太郎
- 「松尾」主人 - 田村元治
- 女店員 - 中村由起子
- 「ボルール」マスター - 中田萬三彦
- 社員 - 山田博行、松下武史、立野順子
- 宮本桃子 - 中田喜子
- 田川耕筰 - 金子信雄

#### ゲスト（テレビドラマ）
第1話
- 女子社員 - 霧生珠香子
- 磯貝監査役 - 久遠利三（第2話、第3話）
- 額縁屋 - 今西正男
- 女子社員 - 松美さかえ
- 押し売り - 大川銀二、福永幸男

第2話
- 加藤常務 - 加藤和夫（第3話、第6話、第13話）
- 森田常務 - 早川雄三（第3話、第6話、第13話）
- 角野係長 - 頭師孝雄（最終話）
- 角野百合子 - 夏川加奈子
- 窪田医師 - 奥野匡
- 章子 - 加藤麻里
- 社員 - 三井善忠、船戸健行（第4話）、稲葉茂、鈴木よしひろ、安河内秀臣
- 神主 - 北谷稲荷

第3話
- 小原秘書室長 - 園田裕久（第13話）
- 横山工場長 - 沼田曜一
- 食堂のおばさん - 関悦子
- 運転手 - 椎名茂（第4話、第13話）

第4話
- 菅原管理人 - 村上記代
- 税関の係官 - 寺戸千恵美

第5話
- 関根 - 桜金造
- 武藤課長 - 阿部六郎
- コンパニオン - 渡辺直子、大庭セシア
- フロント - 水木寛子
- 接待客 - 明石良、加藤治、高橋豊、島英司
- ボーイ - 松山鷹志

第6話
- 保科 - 矢田稔

第7話
- 有馬光子 - 長谷直美（第8話、第11話）
- 松本 - 八木橋修
- 野村課長 - 福原圭一
- 守衛 - 前沢迪雄
- 有馬忠 - 岡田二三（第8話、第11話、第12話）
- 有馬勇 - 堀裕晶（第8話、第11話、第12話）
- 滝工務店社長 - 久保幸一（第8話）
- 工務店員 - 竹内靖（第8話）、大藤登（第8話）

第8話
- 道子 - 美輪明子（第9話、第10話）
- みどり - 水沢百花（第9話、第10話）
- 黒田 - 永島健一

第9話
- 島崎 - 木下浩之（第10話）
- 和美 - 岩本千春（第10話）
- 妙子 - 三谷いつか（第10話）
- 古明地 - 平井隆博（第10話）
- 社員 - 松原昇平（第10話、第11話）、西村敏行、池田良二

第10話
- 北見人事部長 - 伊藤正博（最終話）

第11話
- 佐竹 - 長沢大
- 朱実 - 繁田知里
- 社員 - 藤村佳司

第12話
- 松原えり - 大滝久美
- 講師 - 真鍋繁樹
- 柴田 - 船津裕平
- 宗子 - 今井由美子
- 節子 - ちあき洋子

第13話
- 平山 - 井上昭文
- 記者 - 大林隆介

第14話
- 永野 - 坂西良太
- 静香 - 上田愛美
- 宮脇裕一 - 須永慶
- 宮脇良枝 - 益田愛子
- 西川専務 - 山崎満
- 西川夫人 - 喜多道枝
- 里口 - 牛山茂
- 信子 - 曽川留三子
- 塚田 - 吉村よう

最終話
- 研修生 - 若井慎一、平井誠一、水野なつみ

### スタッフ（テレビドラマ）
- 原作 - 林律雄（原作）・高井研一郎（作画）『総務部総務課山口六平太』（小学館『ビッグコミック』連載）
- 脚本 - 仲倉重郎
- 制作 - 小山正樹
- 演出 - 諏訪部章夫、佐藤満寿哉
- 制作・著作 - NHK

## アニメーション
2007年、法務省により、裁判員制度に関する広報アニメが作られた。六平太の上司である有馬が裁判員候補として選ばれ、殺人未遂事件の裁判を経て、裁判員を終えるというストーリー。アニメDVDは10万本製作され、地検の説明会や、同省のYouTubeチャンネル (MOJchannel) でも閲覧可能である。

### スタッフ（アニメ）
- 原作：「総務部総務課山口六平太」（小学館「ビッグコミック」連載）林律雄・高井研一郎
- 監督・絵コンテ：鴫野彰
- スーパーバイザー：杉沢義文
- プロデューサー：岡田美実（ジェイアール東海エージェンシー）、地引和夫（エッグ）
- コーディネーター：西塚靖（小学館）
- 脚本：開発栄三（コード）、神戸一彦
- 総合演出：開発栄三（コード）
- 演出：所俊克
- キャラクターデザイン：青井清年
- 作画監督：青井清年、さくましげこ
- 音響効果：佐藤一俊
- 音楽：森本清人
- アニメーション制作：エッグ
- 協力：最高裁判所、日本弁護士連合会、小学館、青二プロダクション
- 制作：ジェイアール東海エージェンシー
- 企画・製作：法務省

### キャスト（アニメ）
- 山口六平太：山口勝平
- 有馬貴臣：島田敏
- 田川社長：永井一郎
- 今西欣治：佐藤正治
- 村木賢吉：川津泰彦
- 宮本桃子：頓宮恭子
- 三井京子：小松里歌
- 小山真弓：葛谷知花
- 吉川幸次郎（裁判員）：寺本勲
- 武田純子（裁判員）：斉藤貴美子
- 平井善三（裁判員）：宮澤正
- 川端沙織（裁判員）：白石涼子
- 藤岡チエ（裁判員）・検察官：萩森侚子
- 裁判長：掛川裕彦
- 裁判官：平井啓二（右隣席）、山本百合子（左隣席）
- 書記官：西脇保
- 弁護人：馬場圭介